# Toulky historií s Marge
Toulky historií s Marge (v anglickém originále Margical History Tour) jsou 11. díl 15. řady (celkem 324.) amerického animovaného seriálu Simpsonovi. Scénář napsal Brian Kelley a díl režíroval Mike B. Anderson. V USA měl premiéru dne 8. února 2004 na stanici Fox Broadcasting Company a v Česku byl poprvé vysílán 18. listopadu 2006 na stanici ČT2.

## Děj
Marge vezme Barta, Lízu a Milhouse do knihovny, aby se učili. Když vejdou dovnitř, zjistí, že knihovna odstranila všechny knihy kromě těch oblíbených. Marge z této situace vytěží maximum vyprávěním příběhů o historii. 

### Jindřich VIII.
Král Jindřich VIII. (Homer) je nenažraný lajdák, který se cpe a přitom si zpívá „Já jsem Henry Osmý.“. Všichni se na něj dívají, jak se chová. Herold (Mel) ohlásí příchod Jindřichovy manželky, královny Margeriny Aragonské (Marge), která mu řekne, aby přestal zpívat. Jindřich si otře tvář Magnou chartou a uvede, že mu Margerina porodila jen dceru (Lízu). Té noci se Jindřichovi zdá o synovi (Bart) a uškrtí ho s výkřikem „Vypadni z mých snů a jdi do mé ženy!“. 
Když Anna Boleynová (Lindsay Naegleová) slíbí, že mu zplodí syna, kdyby byla jeho ženou, Margerina zasáhne a odvleče Jindřicha k manželskému poradci (doktor Dlaha). Jindřich mu vysvětlí, že si chce Annu vzít, ale nemůže svou ženu popravit, protože její otec je španělský král. Poradce mu řekne, že jeho city jsou sice oprávněné, ale manželství je tvrdá práce. Jindřich pak vyděšenému rádci pohrozí setnutím hlavy. 
Lord kancléř, sir Thomas More (Ned Flanders), protestuje, že rozvod není v římskokatolické církvi povolen. Král opáčí, že si založí vlastní církev. More protestuje, což Jindřicha přiměje, aby ho na počest jeho zásad „kanonizoval“ tím, že ho vystřelí z děla ze střechy Hampton Courtu. 
Jindřichova nová církev mu povolí rozvod, přesto Margerinin právník (modrovlasý právník) nařídí Jindřichovi, aby Margerině daroval polovinu svého království; roztrhne mapu britských ostrovů napůl a dá jí Irsko. Když si Jindřich bere Annu Boleynovou, arcibiskup z Canterbury (reverend Lovejoy) změní znamení kříže slovy: „Ve jménu Jindřicha, Hanka a svatého Jindřicha. Amen… Jindřich.“. 
O devět měsíců později Anna porodí Jindřichovi další dceru a je rychle sťata katem (náčelník Wiggum) na věži Toweru. Jindřich se ožení celkem šestkrát, mimo jiné s pisklavou Janou Seymourovou (springfieldská miss), neženskou Annou Klevskou (Otto Mann) a postarší Kateřinou Parrovou (Agnes Skinnerová). Stále se mu nedaří zplodit mužského dědice a své ženy popravuje, kdykoli ho omrzí. To přiměje dvořana (Vočko Szyslak), aby Jindřichovi nervózně oznámil, že jim docházejí píky, což má za následek jeho vlastní stětí. 
Nakonec, ve scéně odehrávající se na melodii „Greensleeves“, leží starý a nemocný Jindřich v posteli s Margerinou po boku. Omlouvá se jí, že ji zavřel do žaláře, a žádá ji, aby se znovu stala jeho královnou. Margerina něžně přijímá a pak Jindřicha prudce udusí polštářem. 
Milhouse dychtivě odchází, aby začal psát školní referát o Jindřichu VIII., přičemž mu Nelson podrazí nohy a výpisky ukradne. 

### Lewis, Clark a Sacagawea
Meriwether Lewis (Lenny) a William Clark (Carl) jsou pověřeni prezidentem Thomasem Jeffersonem (starosta Quimby), aby prozkoumali Západ. Setkávají se s indiánským kmenem, jehož náčelník (Homer) jim nabídne vedení své dcery Sacagawey (Líza), jejíž jméno znamená „malá vševědka, která nezavře svou kukuřičnou dírku“. Doprovází je její manžel (Milhouse), dokud ho Sacagaweyin bratr (Bart) nezabije. 
Sacagawea jim dává mnoho rad, jak přežít v zemi, včetně toho, jak vyděsit pumu, ale brzy začne mít Lewisovy a Clarkovy hlouposti plné zuby. Nakonec je opouští a vydává se na cestu zpět domů. Setkává se s pumou, ale než ji napadne, Lewis a Clark ji zachrání pomocí rad, které jim dala. Výprava dorazí k Tichému oceánu a spustí se prudký liják, což Lewise a Clarka přiměje pojmenovat deštěm zmáčené místo Eugene, Oregon. Oba objevitelé Sacagaweu odmění vytvořením Sacagaweyina dolaru, který – jak vysvětluje Marge – lze v bance vyměnit za skutečný dolar.

### Mozart a Salieri
Wolfgang Amadeus Mozart (Bart) je ve Vídni velkým hitem, hraje sonáty na klavír a je tlačen svým panovačným, peněz chtivým otcem (Homer). Antonio Salieri (Líza) bratrův talent nesnáší, zvlášť když Mozart vyhraje cenu pro nejlepšího skladatele. Na Mozartově opeře s tématem flatulence, The Musical Fruit, Salieri podává císaři (Montgomery Burns) víno. Opera má úspěch až do chvíle, kdy publikum spatří císaře spícího a napodobí ho, čímž Mozarta ohromí. 
Neúspěch jeho opery vede k Mozartovu úpadku popularity, po němž dostane vysokou horečku a smrtelně onemocníNivie. U bratrova smrtelného lože mu Salieri řekne, že mu chtěl zničit život, ne ho zabít. Mozart přiznává, že si Salieriho díla velmi považoval, protože věřil, že se na něj bude vzpomínat víc než na něj – ale jeho smrt v mládí zajistí, že on i jeho hudba budou navždy zvěčněni. Posléze zemře. Druhý den Salieri navštíví císařský dvůr,y jí příložil Mozartovo Requiem jako své vlastní. Císař se však již soustředí na Ludwiga van Beethovena (Nelson Muntz), jehož provedení Ódy na radost na klavír ho přiměje prohlásit veškerou ostatní hudbu za zastaralou. Zdrcený Salieri Requiem zahodí, nasedne do kočáru plného šílenců a při odjezdu se maniakálně směje. 

### Epilog
Líza si uvědomí, že Margino vyprávění o životě Mozarta a Salieriho je zjevně založeno na filmu Amadeus. Označí film za zcela nepřesný a vysvětlí, že Mozart na své hudbě tvrdě pracoval a že Salieri byl ve své době slavným skladatelem. Homer připomíná, že Tom Hulce hrál jak ve filmu Amadeus, tak ve filmu National Lampoon: Zvěřinec, a nad epilogem zpívá nepřesnou interpretaci znělky filmu. 
Závěrečné titulky probíhají za doprovodu Mozartovy Malé noční hudby.

## Přijetí
Ve Spojených státech díl během premiéry sledovalo 8,9 milionu diváků.
Colin Jacobson z DVD Movie Guide k dílu v rámci recenze 15. řady napsal: „Zatímco Speciální čarodějnické díly obvykle fungují dobře, ostatní antologie bývají méně konzistentní. Naštěstí se Toulky tomuto trendu vymykají a stávají se jednou z lepších epizod, které jsme v této řadě viděli. Všechny tři části pobaví, i když ta Amadeova působí jako nejslabší článek. Přesto má své momenty a díl zůstává celkově příjemný.“.
Server Simbasible označil díl za „další velmi nezáživnou historickou exkurzi, která postrádá smích“.